# Парижское Линнеевское общество

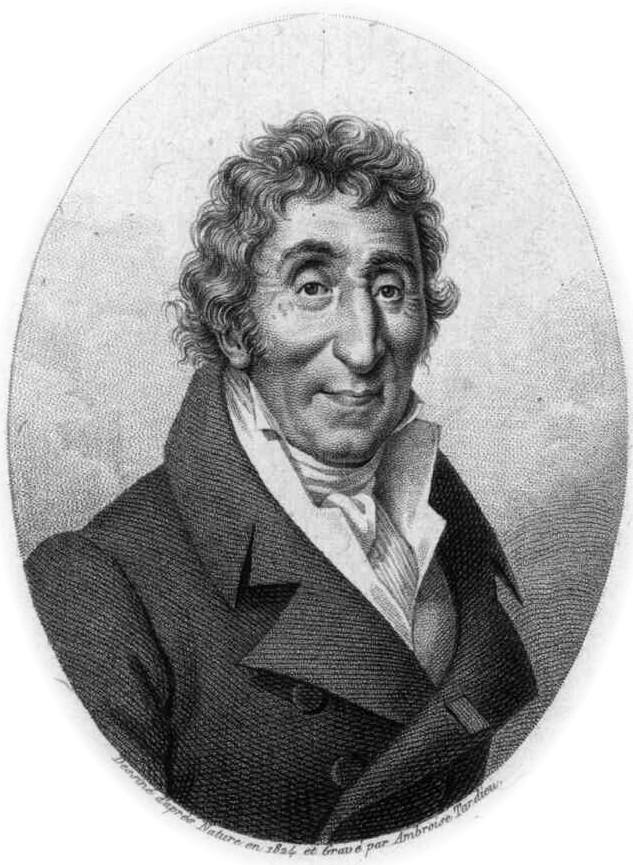
Андре Туэн (1747—1824), один из учредителей Парижского Линнеевского общества в 1787 году и инициатор возрождения Общества в 1821 году

Пари́жское Линне́евское о́бщество (фр. Société linnéenne de Paris) — французское научное общество по изучению и распространению естественной истории, одно из многих линнеевских обществ, которые стали возникать во всём мире ещё при жизни шведского натуралиста Карла Линнея (1707—1778) и были направлены на изучение биологии на основе его идей. Основано в 1787 году в Париже.

## История
Парижское Линнеевское общество было создано 28 декабря 1787 года по инициативе французских ботаников и натуралистов Андре Туэна, Луи-Огюстена Боск д' Антика, Пьера Бруссоне, Обена-Луи Мийена де Грандмезон (1759—1818) и Пьера Вийеме (1762—1824). Общество сразу стало ссориться с Французской академией наук — сторонницей взглядов Ж. Бюффона. Академики упрекали членов нового общества в том, что те поддерживали и защищали как единственно верную теорию Карла Линнея.
Скоро стало очевидным, что принадлежность к Парижскому Линнеевскому обществу стало препятствием для желавших быть избранными в Академию наук. В 1789 году работа Парижского Линнеевского общества замерла и совершенно прекратилась, чтобы в 1790 году возродиться, но уже под другим названием — Парижского общества естественной истории. Как было написано в уставных документах, оно было создано, чтобы «применять естественные науки во всех областях жизни, распространять научные достижения и применять их как можно полезнее ко всему, что стремится ко всеобщей нужности».
Общество стало более значимым в связи с декретом Конвента 8 августа 1793 года, упразднившим «все академии и литературные общества, основанные на средства нации» (Французская академия, Академия надписей и литературы, Академия живописи и скульптуры, Академия наук, Академия архитектуры, а также Королевский сад, директором которого был Бюффон, музеи и библиотеки, связанные с этими обществами). Однако 25 октября 1795 года был создан Институт Франции, который стал правопреемником бывших академий и научных обществ. Институт объединил под своим крылом также педагогические учреждения, созданные революционным Правительством (в том числе, Национальный музей естественной истории). Парижское Линнеевское общество было распущено.
Парижское Линнеевское общество под старым названием возродилось 28 декабря 1821 года по инициативе ботаника Андре Туэна (одного из учредителей Общества в 1787 году) и зоологов Бернара Ласепеда и Фредерика Кювье, но вновь исчезло к 1835 году, чтобы ещё раз появиться 31 августа 1866 года. Деятельность Общества фактически прекратилась к 1900 году, а официально — в 1922 году. Члены Парижского Линнеевского общества стали простыми коллекторами парижского Музея естествознания.

## Печатные органы
- Mémoires de la Société Linnéenne de Paris (1822)
- Bulletin Mensuel de la Société Linnéenne de Paris (1874-)